# Belče
Belče (makedonska: Белче) är en ort i Nordmakedonien. Den ligger i kommunen Demir Hisar, i den sydvästra delen av landet, 90 kilometer söder om huvudstaden Skopje. Belče ligger 637 meter över havet och antalet invånare är 199.